# Florica T. Câmpan

Unul din volumele cărţii Probleme celebre din istoria matematicii

Florica T. Câmpan (n. 26 noiembrie 1906 la Iași - d.  23 august 1993) a fost o matematiciană română, cercetătoare în domeniul geometriei și al istoriei matematicii.
Este cunoscută prin cărțile sale de istoria matematicii, scrise într-un limbaj viu, accesibil.

## Biografie
Studiile medii le-a făcut la Liceul Oltea Doamna în perioada 1917 - 1924.
În 1929 este licențiată în fizică și matematică.
La liceu a fost eleva Silviei Creangă, iar la universitate a avut ca profesori pe Alexandru Myller și Vera Myller.
Începând cu 1929, după trecerea examenului de capacitate, funcționează ca profesor la un liceu din Cernăuți.
În 1940 intră că asistent la Universitatea din Iași.
în 1942 obține doctoratul în matematică.
În 1945 este numită conferențiar la Institutul de Măsurători Terestre din Iași, iar în 1951 devine conferențiar la Catedra de Matematici Generale în cadrul Facultății de Matematică din Iași.

## Activitate științifică
Ca profesoară, a predat într-o mulțime de ramuri ale matematicii: geometrie analitică, nomografie, trigonometrie, astronomie, algebră, geometrie diferențială și altele.
În domeniul geometriei diferențiale euclidiene, a acordat o atenție deosebită operei lui Emanoil Bacaloglu.
Astfel, a utilizat conceptul de curbură Bacaloglu într-o aplicație privind pseudosfera și capilaritatea.
A studiat proprietățile podarelor curbelor plane, a podarelor negative ale unei curbe strâmbe, a podarelor oblice negative ale unei curbe.
A demonstrat că toate podarele oblice negative sunt muchiile de întoarcere ale unor suprafețe desfășurabile.
Florica T. Câmpan s-a preocupat și de învățământul matematic din Moldova și Muntenia, în special de viața și opera lui Emanoil Bacaloglu, Gheorghe Asachi, Ion Ionescu, Gheorghe Lazăr, N. Cercel, Nechifor Teodochis etc.
În memoria sa, un concurs de matematică îi poartă numele. 

## Scrieri
- 1942: Surfaces parallèles et semblables, teza sa de doctorat
- 1952: Culegere de probleme de trigonometrie
- 1960: Curs de matematici generale
- 1977: Aventurile numărului pi, Editura Albatros, București
- Povești celebre din istoria matematicii
- 1985: Povestiri cu proporții și simetrii, Editura Albatros, București
- 1937: Despre originea teoremei lui Pitagora
- 1948: Papirusul din Moscova și matematicile vechilor egipteni.
- 1984: "Variate aplicații ale matematicii", Editura Ion Creangă, București - Colecția ALFA
- 1981: "Povești despre numere măiestre", Editura Albatros, București
- 1972: Probleme celebre din istoria matematicii, Editura Albatros, București - Colecția Lyceum, nr. 136
- 1972: A doua carte cu probleme celebre din istoria matematicii, Editura Albatros, București - Colecția Lyceum, nr. 137
- 1975: De la papirusul Rhind la calculatorul electronic, Editura Ion Creangă, București - Colecția ALFA
- 1976: A treia carte cu probleme celebre din istoria matematicii, Editura Albatros, București - Colecția Lyceum, nr. 197
- 1978: Vechi și nou în matematică, Editura Ion Creangă, București
- 1983: Licuricii din adâncuri sau Convorbiri despre fundamentale matematicii, Editura Albatros, București
- 1973: Printre linii și suprafețe, Editura Ion Creangă, București
- 1971: Bolyai sau aventura geometriei neeuclidiene, Editura Albatros, București
- 1972: Cum au apărut numerele, Editura Ion Creangă, București
- 1980: De la școala lui Gheorghe Lazǎr, la institutele tehnice de azi, Editura Ion Creangă, București